# Буров, Альберт Григорьевич
Альбе́рт Григо́рьевич Бу́ров, настоящее имя Альбе́рт Герциа́нович Беренште́йн
(27 ноября 1936, Москва — 29 ноября 2005, там же) — советский, затем российский актёр театра и кино, театральный режиссёр, педагог. Профессор (1988) Высшего театрального училища имени Б. В. Щукина (кафедра актёрского искусства; с 2002 года — Театральный институт). Заслуженный деятель искусств РСФСР (1988).

## Биография
Родился 27 ноября 1936, в Москве.
В 1958 году окончил актёрский факультет Высшего театрального училища имени Б. В. Щукина. В 1958-1959 годах работал актёром в городе Орджоникидзе (ныне Владикавказ) С 1959 по 1966 год работал в Московском театре Сатиры. Профессор (1988) Высшего театрального училища имени Б. В. Щукина (кафедра актёрского искусства; с 2002 года Театральный институт).
Заслуженный деятель искусств РСФСР (1988). Альберт Буров руководил режиссерскими и актерскими семинарами. В течение пятнадцати лет руководил актерским классом международного семинара АИТА театра Станиславского.
Проводил мастер-классы и семинары по актерскому мастерству и театральной педагогики в Австрии, Великобритании, Чехии, Словакии, Германии, Ирландии, в Канаде и на Кубе. С 1992 по 2005 заведующий кафедрой мастерства актёра. А .Г Буров - автор четырёх книг и многих статей по вопросам актёрского мастерства и театральной педагогики, в том числе  1. Актер и образ. - М.: 19772. Сверхзадача.M.:1983 3. Режиссура и педагогика. - М.: 1987 4. Труд актёра и педагога. Книга известного театрального педагога, профессора театрального института имени Б. Щукина А.Г. Бурова (1936-2005) состоит из трёх его больших исполнителей.
Литература:
1. Буров А.Г.: Актер и образ // М: ГИТИС, 1977
2. Буров А.Г.:Сверхзадача // М: ГИТИС, 1983
3. Буров А.Г.:Режиссура и педагогика // М: ГИТИС, 1987,
4. Буров А.Г.: Труд актёра и педагога // М: ГИТИС, 2007
Альберт Буров родился 27 ноября 1936 года в Москве.
- В 1958 году окончил актёрский факультет Высшего театрального училища имени Б. В. Щукина[3] на курсе профессора  Йосифа Матвеевича Рапопорта, непосредственного ученика Е.Б.Вахтангова. Однокурсники А.Г.Бурова: Вячеслав Шалевич, Василий Ливанов, Лилия Алешникова, Кюна Игнатова, Марина Пантелеева, Вадим Маратов, Нелли Гошева, Дмитрий Гошев, Ольга Дзисько.
- В 1958—1959 годах работал актёром в Русском театре им. Евг. Вахтангова  города Орджоникидзе (ныне Владикавказ)[3].
- С 1959 по 1966 годы в работал в Московском театре Сатиры.
- С 1961 года в ВТУ им. Щукина преподаватель кафедры мастерства актёра. Выпустил как художественный руководитель курсы 1978, 1984, 1989 (коми-студия) и 1993 годов.  Поставил в учебном театре Вахтанговской школы  множество дипломных спектаклей, среди которых - значительные удачи А.Г.Бурова:  "Дни нашей жизни" (1966), "Семья" (1969), "Идеальный муж" (1972), "Похождения бравого солдата Швейка" (1974), "Ромео и Джульетта" (1975), "Наследники Рабурдена" (1977), "Святая святых", "Фантазии Фарятьева" (1978), "Три сестры" (1981), "Восточная трибуна", "Вечно живые" (1984), "До свидания, овраг!" (1988), "Белая гвардия" (1992)... Среди выпускников Щукинского театрального вуза, которые могли бы сказать об Альберте Григорьевиче:"Мой учитель"- Анастасия Вертинская и Александр Пороховщиков, Ирина Дёмина, Александр Кайдановский и Леонид Филатов, Ольга Науменко и Ольга Барнет, Елена Коренева и Юрий Беляев, Николай Денисов, Павел Любимцев и Андрей Ташков, Марина Либакова-Ливанова, Светлана Рябова, Лика Нифонтова, Юлия Рутберг, Сергей Юшкевич, Ирина Лачина, Наталья Щукина, Александр Коручеков и многие другие известные выпускники Школы...
- С 1978 года — доцент, с 1988 года — профессор.
- С 1992 по 2005 годы — заведующий кафедрой мастерства актёра.

В течение двадцати лет (1972—1992) руководил режиссёрскими и актерскими семинарами и лабораториями по линии ВТО-СТД.
В течение пятнадцати лет руководил актёрским классом международного семинара АИТА театра Станиславского. Проводил мастер-классы и семинары по актерскому мастерству и театральной педагогике в Австрии, Великобритании, Чехии, Словакии, Германии, Ирландии, в Канаде и на Кубе.
Альберт Григорьевич Буров умер 29 ноября 2005 года в Москве. Похоронен на 7 участке Перловского кладбища.

## Книги
А. Г. Буров — автор четырёх книг и многих статей по вопросам актёрского мастерства и театральной педагогики, в том числе:
- Актёр и образ. — М.: 1977.
- Сверхзадача. — М.: 1983.
- Режиссура и педагогика. — М.: 1987.
- Труд актёра и педагога. М. 2007. О его книге  "Актёр и образ" Пётр Фоменко писал в письме от 7 декабря 1982 года: "... Две ночи подряд вновь читал твою книгу, как "НАГОРНУЮ ПРОПОВЕДЬ", и спешу сказать:"Спасибо!" Эта скромная работа дороже многих наукообразных кафедральных "кирпичей" о системе и её элементах; у тебя всё искренне и одухотворённо, даже неудачные частности. Прочёл и вздохнул легче. Спасибо тебе. Буду её беречь и давать читать многим".

## Признание и награды
- Заслуженный деятель искусств РСФСР (1988).
- Орден Почёта (29 декабря 1994) — за заслуги перед государством, успехи, достигнутые в труде, культуре, искусстве, большой вклад в укрепление дружбы и сотрудничества между народами[4].
- Благодарность Президента Российской Федерации (2005) — за заслуги в развитии театрального искусства и многолетнюю плодотворную педагогическую деятельность[5]

## Творчество

### Фильмография
- 1974 — Театр Клары Газуль — Доминго
- 1976 — Доктор философии — Благое
- 1976 — Мартин Иден — Блоунт
- 1976 — Огненный мост — Яков Ямпольский
- 1982 — Джентльмены из Конгресса
- 1982 — Дом, который построил Свифт
- 1985 — Город невест — чех Ладя
- 1985 — Тевье-молочник — дядя
- 1990 — Враг народа — Бухарин — Лев Борисович Каменев
- 1997 — Графиня де Монсоро — аббат Фулон
- 2002 — Кодекс чести — Блюмберг
- 2004 — Адвокат — академик Симонян, дядя Карена
- 2005 — Верёвка из песка